# Provincia di Zoundwéogo
La provincia di Zoundwéogo è una delle 45 province del Burkina Faso, situata nella Regione del Centro-Sud. Il capoluogo è Manga.

## Struttura della provincia
La Provincia di Zoundwéogo comprende 7 dipartimenti, di cui 1 città e 6 comuni:

### Città
- Manga

### Comuni
- Béré
- Bindé
- Gogo
- Gomboussougou
- Guiba
- Nobéré